# Википедија на хебрејском језику
Википедија на хебрејском језику (хебр. ויקיפדיה העברית) је верзија Википедије на хебрејском језику, слободне енциклопедије, која данас има 375.937 чланака и заузима на листи Википедија 30. место.